# Tòa Khâm sứ Tòa Thánh tại Việt Nam
Tòa Khâm sứ Tòa Thánh tại Việt Nam (hay còn gọi là Tòa Khâm sứ Vatican tại Việt Nam) là cơ quan đại diện của Tòa Thánh tại Việt Nam, tồn tại trong giai đoạn từ 1925 đến 1975. Tòa Khâm sứ đảm nhận việc liên lạc giữa Tòa Thánh với Việt Nam trên lĩnh vực phụng tự là chủ yếu và một phần nhỏ lĩnh vực ngoại giao. Người đứng đầu Tòa Khâm sứ được gọi là Khâm sứ hay Đức Khâm Sứ, đôi khi cũng được gọi là Khâm sai Tòa Thánh hay Khâm mạng Tòa Thánh, thường có chức vụ từ giám mục trở lên.
Cần phân biệt giữa Khâm sứ Tòa Thánh và Sứ thần Tòa Thánh. Trong khi Khâm sứ chỉ đảm nhận việc liên lạc giữa Tòa Thánh với quốc gia bản địa ở lĩnh vực phụng tự thì Sứ Thần Tòa Thánh đảm nhận cả công tác ngoại giao (làm đại sứ) của Tòa Thánh ở quốc gia nào mà Tòa Thánh có mối quan hệ ngoại giao. Trong lịch sử, Tòa Thánh và Việt Nam chưa có quan hệ ngoại giao chính thức với bất cứ chính quyền nào ở Việt Nam nên chưa có Sứ Thần Tòa Thánh tại Việt Nam, hiện tại Tổng giám mục Marek Zalewski chỉ là Đại diện thường trú của Tòa Thánh tại Việt Nam (từ tháng 12 năm 2023).

## Lịch sử hình thành
Năm 1922, Thượng thư Bộ Lại Nguyễn Hữu Bài, thành viên phái đoàn vua Khải Định sang Pháp, đã sang Rôma yết kiến Giáo hoàng Piô XI để thỉnh cầu bổ nhiệm Khâm sứ tại Việt Nam và phong chức giám mục cho các linh mục bản xứ. Vì thế, trong cùng năm, Giáo hoàng Piô XI đã cử Giám mục Giáo phận Thiên Tân, Trung Hoa Henri Lécroart, một giáo sĩ Dòng Tên, làm Thanh tra Tông tòa (tiếng Pháp: Visiteur Apostolique) đi quan sát tình hình các giáo phận ở Đông Dương, đặc biệt về cách tổ chức các chủng viện và chương trình học vấn. Trong cuộc họp tại Phát Diệm với 11 giám mục giáo phận từ 4 đến 9 tháng 2 năm 1923 và tại Sài Gòn với 7 giám mục giáo phận ngày 20 tháng 6 năm 1923, các Thanh tra Tông Tòa Đông Dương đã đề nghị Thánh Bộ Truyền giáo đổi tên các giáo phận theo tên các thành phố có đặt tòa giám mục.

### Tòa Khâm sứ Huế
Ngày 25 tháng 5 năm 1925, Giáo hoàng Piô XI đã cho lập Tòa Khâm sứ ở Đông Dương và Thái Lan, và cử Giám mục Constantino Ayuti (1876-1928) làm Khâm sứ Tòa Thánh (tiếng Pháp: Délégué Apostolique) tại Đông Dương, chính yếu là tại Việt Nam. Ban đầu, Khâm sứ Ayuti đặt văn phòng tạm tại Hà Nội. Nhưng vào lúc bấy giờ, Hà Nội mặc dù giữ vị trí quan trọng nhưng không phải là kinh đô Việt Nam, vì vậy, trụ sở Tòa Khâm sứ ở Đông Dương đã được xây cất mới, gần Nhà thờ chính tòa Phủ Cam, Huế, vì lúc bấy giờ Huế là kinh đô của Việt Nam. Ông qua đời khi đang tại nhiệm, trước khi trụ sở Tòa Khâm Sứ tại Huế được khánh thành ngày 1 tháng 5 năm 1928. Liên tục trong 25 năm sau đó, các Khâm sứ kế vị là Giám mục Columban Dreyer (1928-1937) và Giám mục Antonin Drapier (1937-1950) đều đặt Toà Khâm sứ tại Huế.

### Tòa Khâm sứ Hà Nội

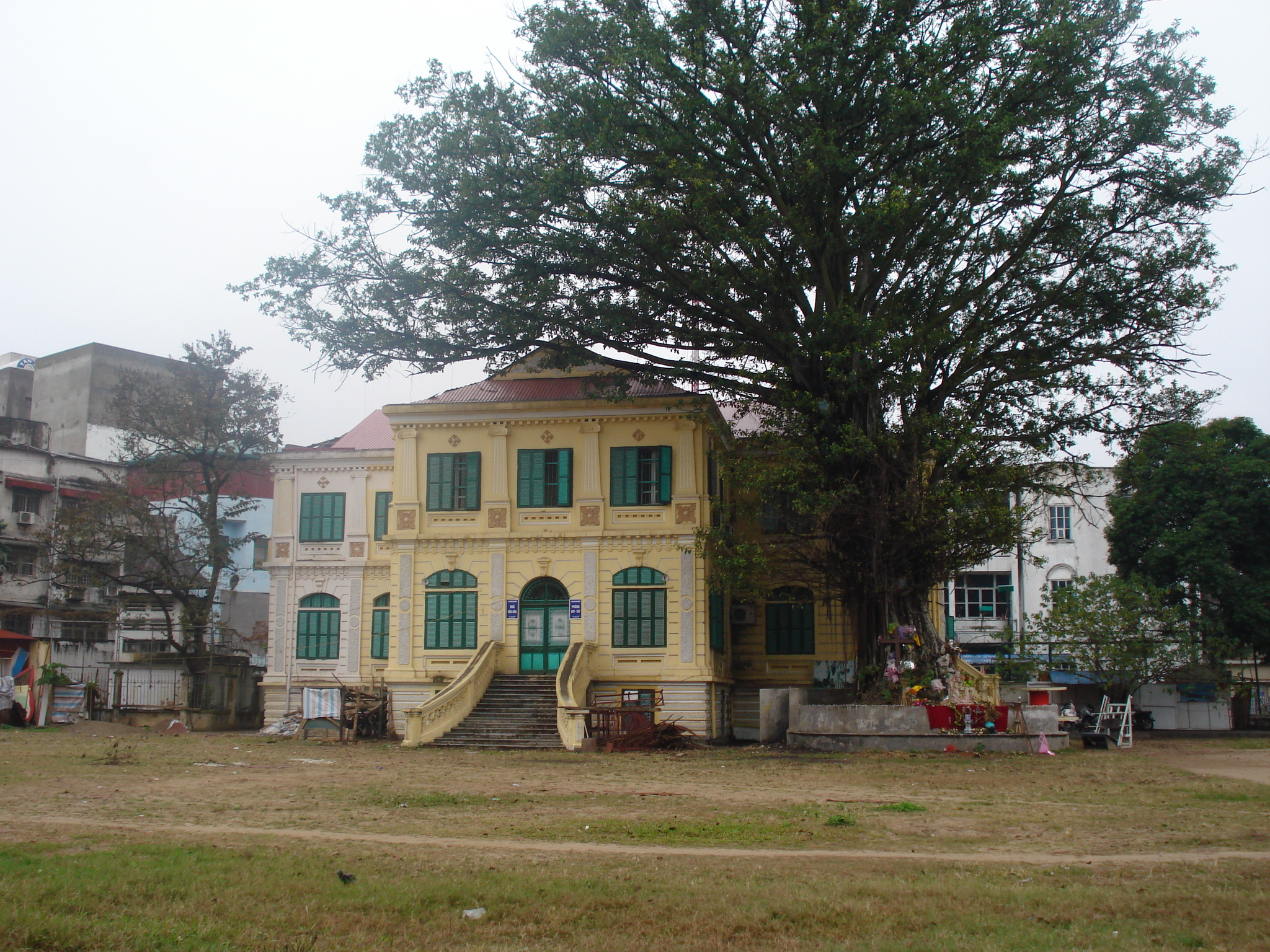
Ảnh tòa nhà 42 Nhà Chung, nơi từng được sử dụng làm trụ sở Tòa Khâm sứ tại Hà Nội.

Năm 1945, Việt Nam tuyên bố độc lập. Từ đó, Huế mất đi vị trí kinh đô của Việt Nam và Hà Nội trở thành thủ phủ của Việt Nam, Lào và Campuchia. Năm 1950, Giáo hoàng Piô XII đã bổ nhiệm Giám mục John Dooley, người Ireland, làm Khâm sứ tại Đông Dương và ngày 18 tháng 10 năm 1951, Khâm sứ Dooley đã quyết định dời trụ sở Toà Khâm sứ từ Huế ra Hà Nội và đặt cạnh Tòa Giám mục Hà Nội.
Sau Hiệp định Genève 1954, Khâm sứ Dooley vẫn tiếp tục giữ cương vị đại diện chính thức của Tòa Thánh tại Hà Nội đến tận năm 1959. Khâm sứ Dooley chấm dứt nhiệm vụ tháng 3 năm 1959 do vấn đề sức khỏe. Linh mục O'Driscoll - thư ký Khâm sứ - tạm thời thay thế chức năng đại diện của Khâm sứ Dooley cho tới ngày 15 tháng 9 năm 1959 cũng bị phía Việt Nam Dân chủ Cộng hòa trục xuất. Trong thời gian từ Khâm sứ Dooley ở Hà Nội, Tòa thánh vẫn không công nhận Nhà nước Việt Nam Dân chủ Cộng hòa.

### Tòa Khâm sứ Sài Gòn
Ở Miền Bắc Việt Nam, do hoàn cảnh bị cô lập nên Khâm sứ Dooley không thể liên lạc được với các quốc gia thuộc quyền khác, nên ngày 15 tháng 2 năm 1956, Tòa Thánh cử Giám mục Giuseppe Caprio làm Thanh tra Tông Tòa tại Sài Gòn để liên lạc với các giáo phận ở Miền Nam Việt Nam, Lào và Campuchia. Ngày 13 tháng 3 năm 1957, vị Thanh tra Tông tòa ở Sài Gòn được nâng lên hàng Đại lý Khâm sứ (tiếng Pháp: Régent Apostolique).
Khâm sứ Dooley rời khỏi khỏi Tòa Khâm sứ Hà Nội năm tháng 3 năm 1959 vì lý do sức khỏe. Sau khi Việt Nam Dân chủ Cộng hòa trục xuất các nhân viên của Tòa khâm sứ Hà Nội thì Đại lý Khâm sứ tại Sài Gòn được nâng lên thành Tòa Khâm sứ Tòa Thánh vùng Đông Dương đặt trụ sở tại Sài Gòn, với vị Khâm sứ là Giám mục Mario Brini. Ông là người có đóng góp lớn trong việc Tòa Thánh quyết định thiết lập Hàng Giáo phẩm Công giáo Việt Nam vào ngày 24 tháng 11 năm 1960. Ngày 14 tháng 10 năm 1961, ông được tấn phong Tổng Giám mục hiệu tòa Alziza. Ngày 14 tháng 10 năm 1961, ông được bổ nhiệm làm Khâm sứ Tòa Thánh (tiếng Pháp: Nonce Apostolique) tại Ai Cập.
Ngày 13 tháng 10 năm 1962, Giáo hoàng Gioan XXIII đã bổ nhiệm Giám mục Salvatore Asta làm Khâm sứ Tòa Thánh tại Đông Dương. Ông rời Việt Nam để nhận nhiệm vụ Sứ thần Tòa Thánh tại Iran năm 1964. Ngày 17 tháng 6 năm 1964, Giáo hoàng Phaolô VI đã cho đổi tên Khâm sứ Tòa Thánh tại Đông Dương thành Khâm sứ Tòa Thánh tại Việt Nam và bổ nhiệm Giám mục Angelo Palmas vào chức vụ tại Tòa Khâm sứ tại Sài Gòn. Ông rời Việt Nam ngày 19 tháng 4 năm 1969 để nhận chức Sứ thần Tòa Thánh tại Colombia.
Vị Khâm sứ Tòa Thánh tại Việt Nam cuối cùng cho đến thời điểm hiện tại là Giám mục Henri Lemaitre. Ngày 19 tháng 12 năm 1975, ông rời Việt Nam và nhận chức Sứ thần Tòa Thánh tại Uganda. Hiện nay, Tòa Thánh không có chức Khâm sứ ở Việt Nam.

## Danh sách các vị đại diện Tòa Thánh Vatican tại Việt Nam
| TT | Tên                             | Thời gian đại diện | Chức vụ                                      | Ghi chú                                                                     |
| -- | ------------------------------- | ------------------ | -------------------------------------------- | --------------------------------------------------------------------------- |
| *  | Henri Lecroat, S.J.             | 1922-1923          | Giám mục Giáo phận Thiên Tân, Trung Hoa      | Thanh tra Tông tòa                                                          |
| 1  | Constantin Ayuti                | 1925-1928          | Tổng Giám mục hiệu tòa Phasis                | Khâm sứ Tòa Thánh đầu tiên tại Đông Dương                                   |
| 2  | Victor Colombanus Dreyer, O.F.M | 1928-1936          | Tổng Giám mục hiệu tòa Adulis                | Nghỉ hưu ngày 19 tháng 11 năm 1936                                          |
| 3  | Antonin-Fernand Drapier, O.P.   | 1937-1950          | Tổng Giám mục hiệu tòa Neocaesarea in Ponto  | Nghỉ hưu ngày 18 tháng 10 năm 1950                                          |
| 4  | John Dooley, S.S.C.M.E.         | 1950-1959          | Tổng Giám mục hiệu tòa Macra                 | Tòa khâm sứ được chuyển vào Nam, Khâm sứ rời khỏi Hà Nội                    |
| *  | Giuseppe Caprio                 | 1956-1959          | Tổng Giám mục hiệu tòa Apollonia             | Thanh tra Tông tòa (1956), Đại lý Khâm sứ (1957)                            |
| 5  | Mario Brini                     | 1959-1961          | Tổng Giám mục hiệu tòa Alziza                | Được bổ nhiệm làm Sứ thần Tòa Thánh tại Ai Cập ngày 14 tháng 10 năm 1961    |
| 6  | Salvatore Asta                  | 1962-1964          | Tổng Giám mục hiệu tòa Aureliopolis in Lydia | Được bổ nhiệm làm Sứ thần Tòa Thánh tại Iran năm 1964.                      |
| 7  | Angelo Palmas                   | 1964-1969          | Tổng Giám mục hiệu tòa Vibiana               | Được bổ nhiệm làm Sứ thần Tòa Thánh tại Colombia ngày 19 tháng 04 năm 1969. |
| 8  | Henri Lemaitre                  | 1969-1975          | Tổng Giám mục hiệu tòa Tongres               | Khâm sứ Tòa Thánh cuối cùng tại Việt Nam cho đến hiện nay.                  |